# University of Illinois Press
La University of Illinois Press (UIP) è una casa editrice universitaria statunitense legata al sistema dell'Università dell'Illinois. Fondata nel 1918, la stampa pubblica circa 120 nuovi libri ogni anno, più 33 riviste accademiche e diversi progetti elettronici. I punti di forza includono studi etnici e multiculturali, la storia di Lincoln e dell'Illinois e la serie ampia e diversificata Music in American Life.
La casa editrice ha la sede a Champaign, Illinois, come l'Università dell'Illinois - Urbana-Champaign.